# Троецарствие (роман)
Троеца́рствие (кит. трад. 三國演義, упр. 三国演义, пиньинь Sānguó yǎnyì, палл. Саньго́ яньи́) — исторический роман XIV века, авторство которого приписывается Ло Гуаньчжуну. Его действие происходит в бурные годы к концу правления династии Хань и периода Троецарствия в истории Китая, начиная с 169 года нашей эры и заканчивая воссоединением земель в 280 году государством Западная Цзинь. Принадлежит к числу четырёх классических китайских романов.
Повествование — частично историческое, частично легендарное и частично мифическое — романтизирует и драматизирует жизнь феодалов и их приближенных, которые пытались заменить угасающую династию Хань или восстановить её. Хотя в романе действуют сотни персонажей, основное внимание уделяется трем силовым блокам, возникшим на остатках династии Хань и образовавшим в итоге три государства — Цао Вэй, Шу Хань и Восточное У. В романе рассматриваются заговоры, личные и военные сражения, интриги и борьба этих государств за достижение господства на протяжении почти 100 лет.
Роман о Троецарствии признан одним из четырёх великих классических романов китайской литературы; он содержит в общей сложности 800 000 слов и почти тысячу драматических персонажей (в основном исторических) в 120 главах. Роман является одним из самых любимых литературных произведений в Восточной Азии, и его литературное влияние в регионе сравнивают с произведениями Шекспира в английской литературе. Троецарствие, пожалуй, самый читаемый исторический роман в позднем имперском и современном Китае. Герберт Джайлз заявил, что среди самих китайцев этот роман считается величайшим из всех китайских романов.

## Автор
Автором романа предположительно является Ло Гуаньчжун (прибл. 1330—1400 гг.), создавший произведение по летописным записям придворного историка Чэнь Шоу.

## Сюжет
Роман состоит из 120 глав.

### Глава 1
В первой главе кратко приводится китайская история периода семи «Сражающихся царств» (V—III века до н. э.) до начала конца династии Хань (184 год). Главные герои романа Лю Бэй, Гуань Юй и Чжан Фэй в Персиковом саду дают друг другу клятву быть братьями, служить государству и нести мир простым людям.

### Главы 2—79
В главах со второй по семьдесят девятую подробно описываются борьба за власть, войны и дипломатические интриги, которые проходили в период конца династии Хань (184—220 годы).

### Главы 80—120
В главах с восьмидесятой по сто двадцатую подробно описываются события эпохи Троецарствия (220—280 годы), когда единая китайская ханьская империя распалась на 3 враждующих между собой царства:
- царство Вэй, во главе с Цао Цао;
- царство Шу, под главенством Лю Бэя;
- царство У, под главенством Сунь Цюаня.

Междоусобные войны продолжаются вплоть до объединения царств династией Цзинь в 280 году.

### Достоверность
Историческая канва в романе сочетается с изрядной долей художественного вымысла.
Ло Гуаньчжун нередко даёт своим героям личные оценки, произвольно разделяя их на положительных и отрицательных.
Образы персонажей далеко не во всём соответствуют своим прототипам, однако популярность романа привела к тому, что именно они закрепились в народной памяти как чёткие стереотипы. Тому послужило активное использование сцен «Троецарствия» в китайском традиционном театре.

## Издания

### В Китае
Первое издание романа Ло Гуаньчжуна (методом ксилографии) относится к 1494 году, и в течение следующих пяти столетий он неизменно оставался на пике популярности. За всё время существования китайской литературы ни один роман не выдержал такого количества переизданий. Романом зачитывались все: от императора до представителей социальных низов.

### В зарубежной Европе
Это также один из первых китайских романов, переведённых в Европе[уточнить]. Иностранцы, которые пытаются понять китайскую культуру и изучить историю Китая, нередко обращаются именно к этому роману, наряду с классическим конфуцианским «Пятикнижием».

### В России
Впервые ксилографическое издание романа оказалось в России в 1821 году, будучи специально закуплено в Пекине прикомандированным к русской духовной миссии чиновником Азиатского департамента МИД Е. Ф. Тимковским. Оно носило заглавие «История Трёх царств»:3. 
В 1954 году роман «Троецарствие» был впервые переведён на русский язык В. А. Панасюком и издан с комментариями учёного-китаеведа Б. Л. Рифтина.

### Издания на русском языке
- Ло Гуань-чжун. Троецарствие: Роман в 2-х томах / Пер. В. А. Панасюка под ред. В. С. Колоколова. Подгот. текста, предисл. и коммент. Б. Л. Рифтина. — М.: Государственное изд-во художественной лит-ры, 1954. — 1584 с. — Тир. 30 000 экз.
- Ло Гуань-чжун. Троецарствие / Пер. В. А. Панасюка под ред. С. Хохловой (с сокращениями). Подг. текста, предисл. и коммент. Б. Л. Рифтина. — М.: Художественная лит-ра, 1984. — 792 с. — Тир. 50 000 экз.
- Ло Гуань-чжун. Троецарствие: Роман в 2-х томах / Пер. В. А. Панасюка под ред. В. С. Колоколова. Предисл. Л. Н. Меньшикова. — Рига: Полярис, 1997. — 1580 с. — Серия «Новая библиотека китайской литературы». — Тир. 1 000 экз. — ISBN 5-88132-276-2.
- Ло Гуань-чжун. Троецарствие: Роман в 2-х томах / Пер. В. А. Панасюка под ред. В. С. Колоколова. Подгот. текста, предисл. и коммент. Б. Л. Рифтина. — СПб.: Наука, 2014. — 1664 с. — Серия «Библиотека китайской литературы». — Тир. 1 000 экз. — ISBN 978-5-02-038386-9.

## Экранизации
- «Повествование о трёх царствах» (сериал) — Китай, 1990—1994
- «Троецарствие» (сериал) — реж. Гао Сиси (Китай, 2010).

### Отдельные сюжеты
- «Троецарствие: Возрождение дракона» — реж. Дэниэл Ли (Южная Корея, Китай, Гонконг, 2008).
- «Битва у Красной скалы» — реж. Джон Ву (Китай, Гонконг, Южная Корея, Япония, 2008).
- «Потерянный мастер клинка» — реж. Алан Мак, Феликс Чун (Китай, Гонконг, 2011).
- «Убийцы» — реж. Чжао Линьшань (Китай, 2012).
- «Ветер из Лунси» — реж. Лу Ян (Китай, 2022).
- «Клинок дракона» — реж. Дай Илинь (Китай, 2021).
- «Тайны Троецарствия» — реж. Патрик Яу (Китай, 2018).
- «Тень» — реж. Чжан Имоу (Китай, 2018).

и др.